# Miroslav Adámek (slovenský politik)
Miroslav Adámek (* 12. května 1945) byl slovenský a československý politik, poslanec Sněmovny lidu Federálního shromáždění za Slovenskou národní stranu po sametové revoluci počátkem 90. let.

## Biografie
Ve volbách roku 1990 zasedl za SNS do Sněmovny lidu (volební obvod Středoslovenský kraj). Ve Federálním shromáždění setrval do voleb roku 1992.